# Friedrich Blume
Friedrich Blume, född 5 januari 1893 i Schlüchtern, död 22 november 1975, var professor i musikvetenskap vid Kiels universitet 1938–1958.
Blume studerade i München och Leipzig. Hans tidigaste forskning rörde protestantisk kyrkomusik som bland annat resulterade i flera böcker om Johann Sebastian Bach, men senare breddades hans intressen. Han var huvudredaktör för utgåvan av Praetoriouss verk och gav också ut Eulenburgpartituren med Mozarts pianokonserter. Från 1949 medverkade han i planeringen och utgivningen av Die Musik in Geschichte und Gegenwart.
Blume invaldes som utländsk ledamot nr 326 av Kungliga Musikaliska Akademien den 9 december 1954.